# Palau de la Cultura de Târgu Mureș
El Palau de la Cultura de Târgu Mureș (en romanès: Palatul Culturii din Târgu Mureș, en hungarès Kultúrpalota) és un dels edificis més representatius de la Belle Époque a Transsilvània. El monument, erigit entre 1911 i 1913 gràcies a l'esforç de l'alcalde György Bernády, és impressionant tant per la seva decoració interior com exterior.

## Història
La idea de construir un centre cultural a Târgu Mureș va aparèixer el 1907. L'alcalde de la ciutat, György Bernády, una personalitat erudita i ambiciosa que donava suport constantment a la modernització de la ciutat, va convèncer el Consell de la Ciutat Lliure Reial perquè aprovés aquest projecte. La idea va sorgir gràcies a un projecte nacional en què el govern de Budapest va destinar crèdits a llarg termini a ciutats petites i mitjanes per construir centres culturals en el 40è aniversari de la coronació del rei Francesc Josep. Els projectes de construcció van ser realitzats per Marcell Komor i Dezső Jakab que també van treballar en la construcció de l'Ajuntament de Târgu Mureș (avui seu del consell comarcal i de la prefectura).

## Descripció

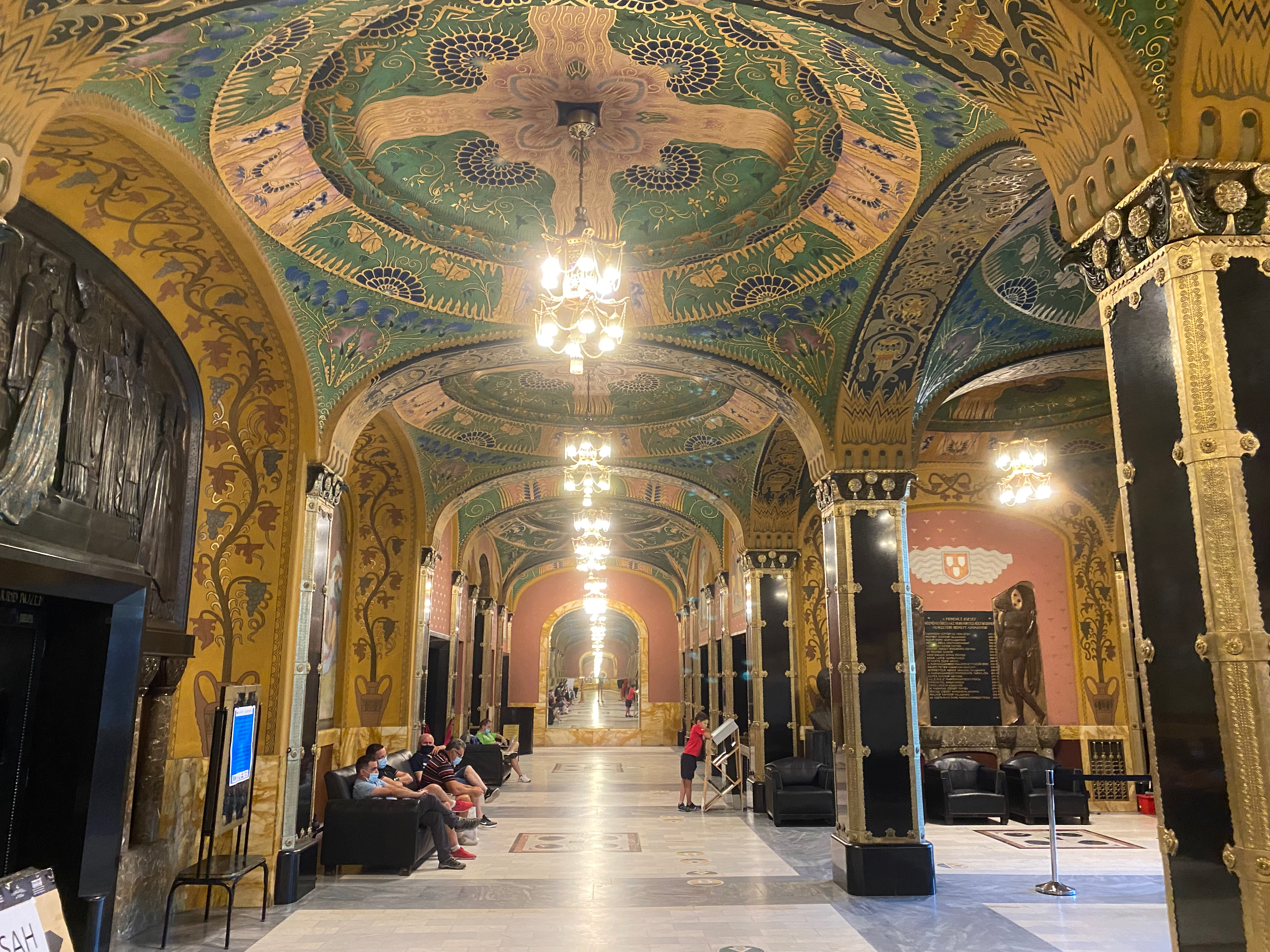
Vestíbul

L'exterior del palau està decorat amb mosaics i baixos relleus en bronze i pedra, frescos i vitralls, tots propis de l'estil secessió, com a variant del modernisme. A l'interior, a la Sala dels Miralls, hi ha dos grups de tres grans miralls de cristall i 12 vitralls de colors vius que ocupen tota la paret que dóna al carrer. Els vitralls es van proposar per representar Europa a l'Exposició d'Arts Decoratives de San Francisco de 1914, però a causa de l'esclat de la Primera Guerra Mundial només es van enviar a l'exposició els seus esbossos premiats. Durant la Segona Guerra Mundial els vitralls es van guardar al soterrani de l'edifici per protegir-los.
El vestíbul interior és imponent, de 45 metres de llarg, fet de marbre de Carrara i vorejat per dos miralls venecians.

### Façana

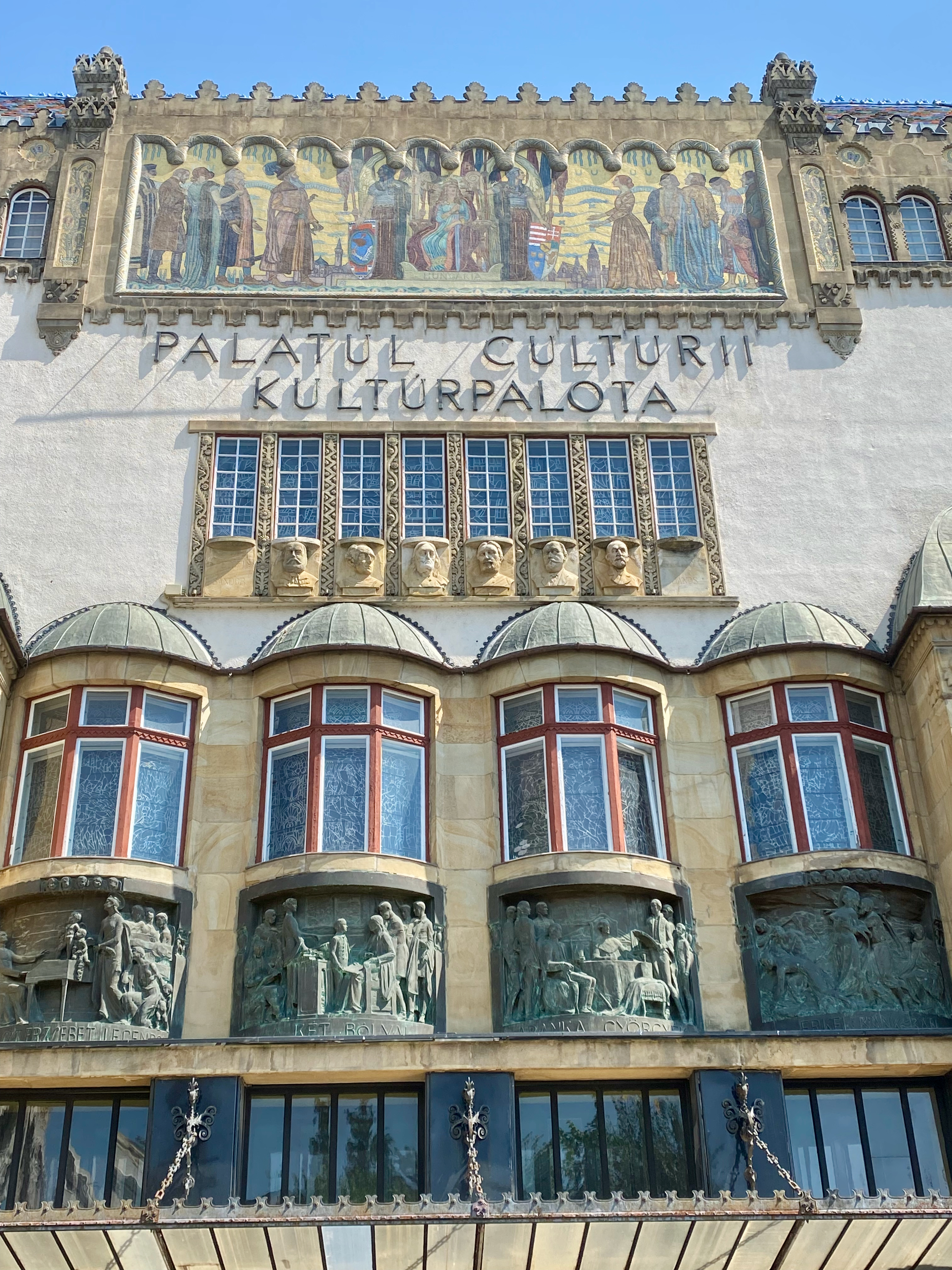
Façana

La façana de l'edifici està dominada per un mosaic al·legòric fet per Aladár Kriesch. El mosaic mostra diferents representants de la ciutat de Târgu Mureș, comerciants, soldats i governadors, fent un homenatge a la pàtria al·legòrica hongaresa, que es troba al centre de la imatge del tron. La composició harmoniosa, el fons daurat i les vores corbes, rítmiques en 12 arcs, fan d'aquest mosaic un element decoratiu artístic molt valuós que atorga a tota la façana un toc extra d'elegància.
Frisos ornamentals decoratius amb motius populars, frisos amb busts, plaques commemoratives, composicions artístiques en bronze, pedra i mosaic, immortalitzen figures prominents de la cultura hongaresa, algunes de talla universal, amb arrels locals a Târgu Mureș. A més, els frisos creen en algunes parts de la façana volums i efectes de llum i ombra.
Un primer conjunt es col·loca sobre l'entrada principal del Palau sota els sis finestrals de perfil fort. Són composicions escultòriques en bronze, en alt i baix relleu, que representen escenes de l'obra del compositor Franz Liszt, escenes inspirades en un drama històric, sobre les dues el diàleg entre pare (Farkas Bolyai) i fill (János Bolyai), els famosos matemàtics, György Aranka, l'iniciador i secretari de la Societat Filològica de Târgu Mureș, il·luminista, filòleg, promotor de la idea de col·laboració entre intel·lectuals romanesos, hongaresos i saxons de Transsilvània i personatges de l'obra Bánk bán de Ferenc Erkel. Les escultures estan fetes per Ede Kallós, que també és l'autor del fris superior que representa els retrats en baix relleu de sis personalitats culturals, estudiosos, científics, filòsofs, literats del segle XIX (Elek Dósa, Sámuel Teleki, Farkas Bolyai, János Bolyai, Ferenc Mentovich, István Petelei).

### Sala Gran

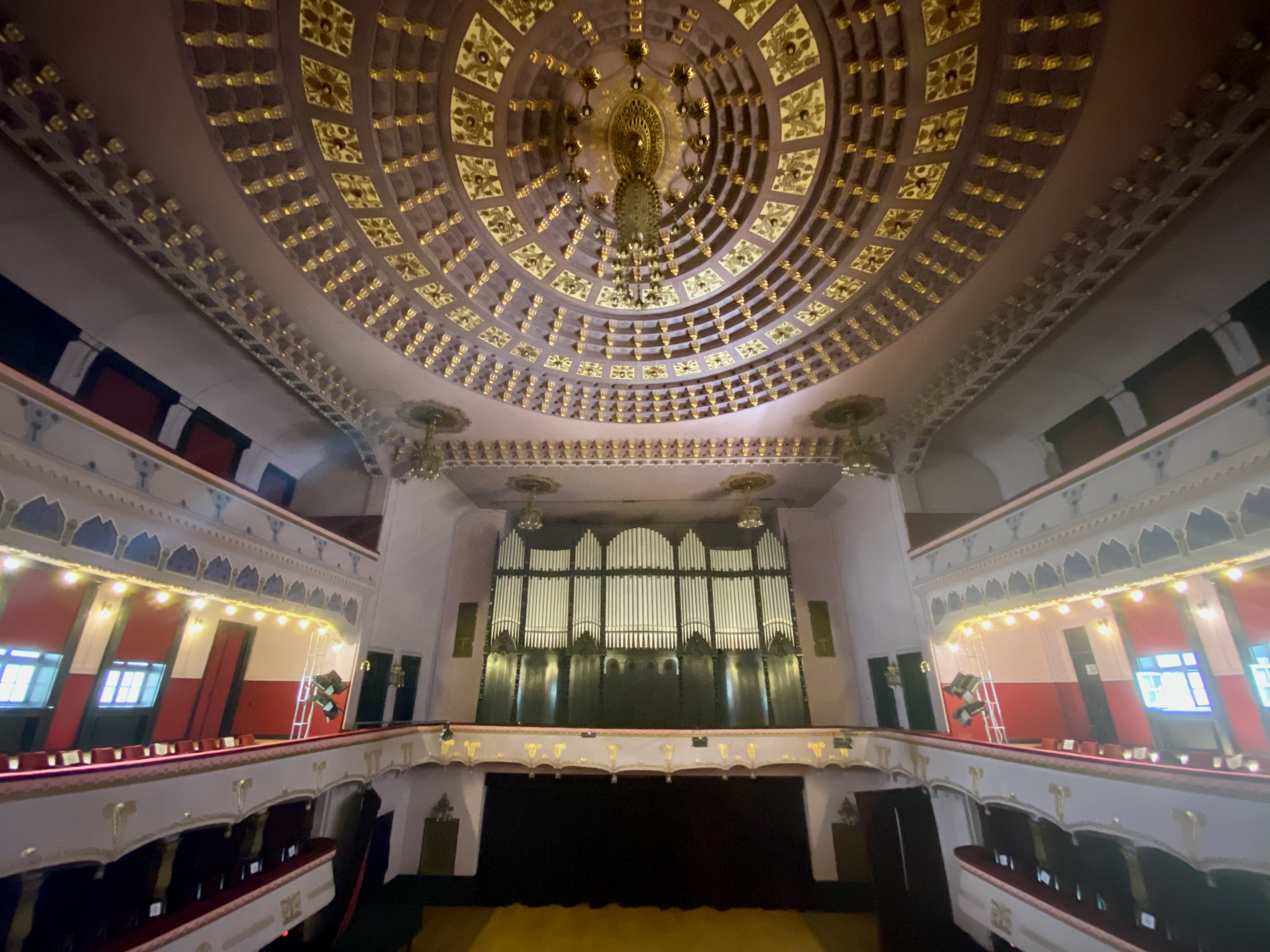
Sala Gran

L'entrada a la Sala Gran (també coneguda com la Sala de Concerts) es fa des del vestíbul de l'edifici, sota el relleu de bronze que representa la coronació del rei Francesc Josep, a través de la porta principal. La sala és monumental i solemne, estenent-se pels tres pisos de l'edifici. Les parets de la planta baixa estan revestides amb panells esculpits de roure polit, fins a l'alçada d'una persona. Les parets de les llotges estan cobertes de seda, amb balcons construïts als pisos segon i tercer. La cúpula alta, decorada amb encavallades que evoquen estalactites i pintada amb motius lineals alternats amb motius florals, està enriquida literalment amb làmines d'or. La manera en què ha estat dissenyada confereix a la sala una acústica excepcional, un fet destacat per tots els que hi han ofert concerts.

### Sala Petita
La Sala Petita, dissenyada per satisfer tant les necessitats dels concerts de música clàssica com les de les classes, es troba al segon pis, just damunt de la Sala dels Miralls. El seu nom prové de les dimensions reduïdes en comparació amb la Sala Gran, però pot oferir 300 places gràcies a la disposició del balcó, que s'estén per tres dels seus costats. Les parets estan revestides amb fusta de roure negre polit i decorades amb motius florals. El vitrall central, anomenat "Gabriel Bethlen entre savis", té com a tema el príncep transsilvà, mentre que els altres dos vitralls que l'envolten mostren aspectes de la vida del príncep Francesc Rákóczi II.

### Sala dels Miralls

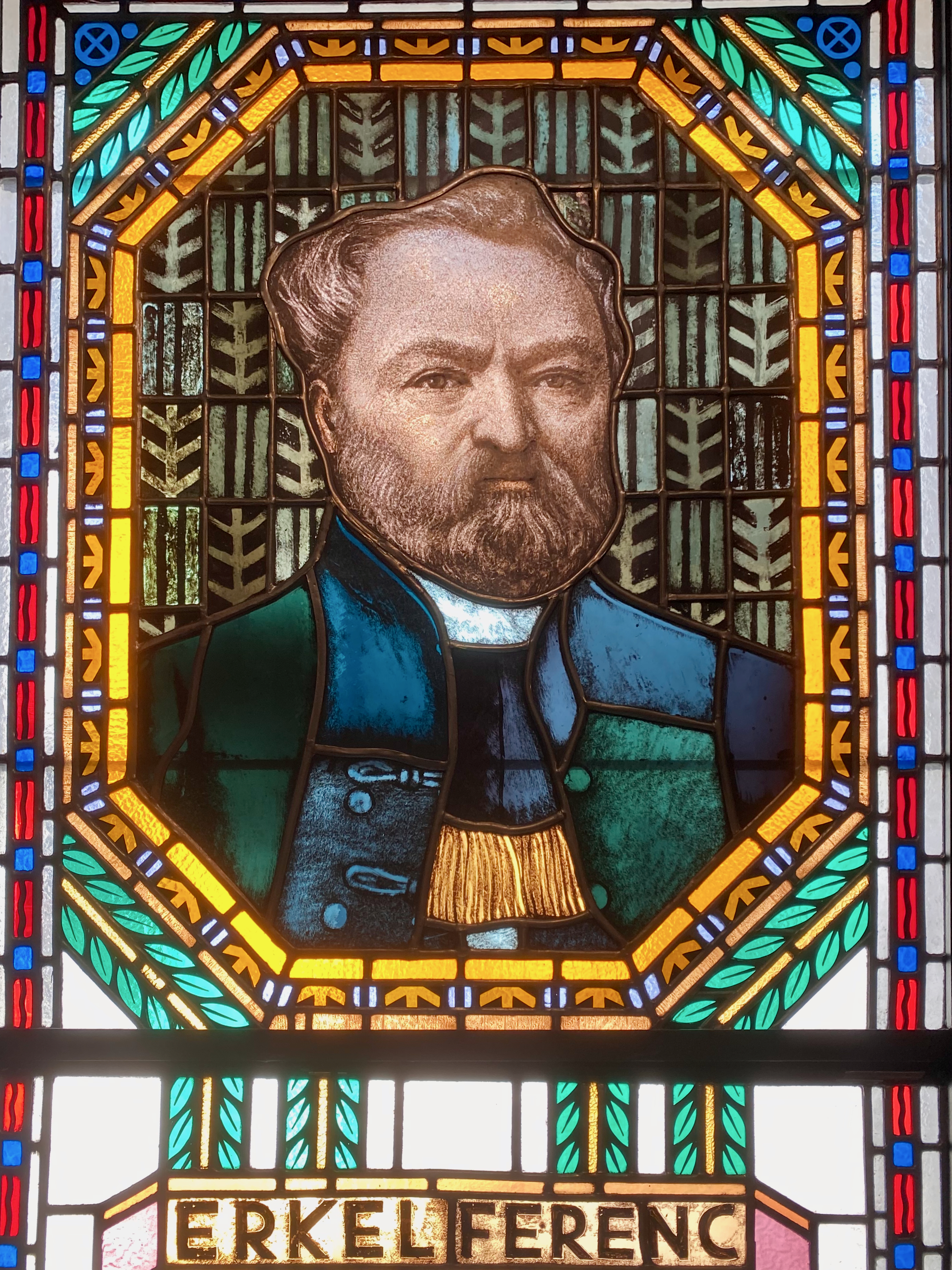
Vitrall de Ferenc Erkel

La Sala dels Miralls, situada al primer pis, ofereix un ambient agradable gràcies als miralls venecians col·locats als extrems de la sala. El mobiliari, d'una elegància especial, complementa l'espai amb un perfil de tulipa que s'harmonitza amb les columnes, que també tenen aquesta forma característica. Les taules estan recobertes de miralls, en consonància amb el nom de la sala, i estan emmarcades amb ornamentacions metàl·liques decorades amb petites perles de níquel.
Tanmateix, la part més interessant la formen les 12 composicions en vitrall, amb escenes inspirades en el folklore székely, col·locades als finestrals des del carrer, són obra de Sándor Nagy, Ede Thoroczkai Wigand, Sándor Muhics i Miksa Róth. Al llarg del temps, la impressionant sala ha acollit reunions oficials, actes culturals, recepcions, simposis.